# John Weisbrod
John Weisbrod (* 8. November 1968 in Syosset, New York) ist ein ehemaliger US-amerikanischer Eishockeyspieler und derzeitiger -funktionär, der im Verlaufe seiner aktiven Karriere unter anderem für die Kansas City Blades in der International Hockey League gespielt hat. Anschließend wurde er im Eishockey- und Basketballsport als Funktionär tätig.

## Karriere
Weisbrod, der auf der Position des Centers agierte, studierte von 1987 bis 1991 an der Harvard University und ging für deren Eishockeymannschaft in der National Collegiate Athletic Association aufs Eis. Bereits zuvor war er beim NHL Entry Draft 1987 in der vierten Runde an insgesamt 73. Position von den Minnesota North Stars ausgewählt worden. Beim NHL Dispersal Draft 1991 selektierten ihn die San Jose Sharks an 23. Stelle. Verletzungsbedingt verpasste der Stürmer die darauffolgende Saison, sodass Weisbrod erst zur Saison 1992/93 beim amtierenden Turner-Cup-Gewinner Kansas City Blades debütierte. In seiner einzigen Profisaison unterlag der US-Amerikaner mit dem Team im Conference-Finale den San Diego Gulls, wobei Weisbrod verletzungsbedingt keine Playoff-Partie bestritt und in lediglich 16 IHL-Spielen der regulären Saison zum Einsatz kam, in denen er acht Punkte erzielte. Schließlich zwangen ihn weitere Verletzungen zum vorzeitigen Karriereende als aktiver Spieler.
Anschließend schlug Weisbrod eine Laufbahn als Funktionär ein. Zunächst füllte er von 1993 bis 1997 die Position des General Manager bei den Albany River Rats aus der American Hockey League aus. 1995 gewann das Farmteam der New Jersey Devils den Calder Cup. Dieselbe Position hatte der US-Amerikaner von 1997 bis 2001 bei den Orlando Solar Bears aus der International Hockey League inne. Während dieser Zeit errang die Mannschaft in der letzten IHL-Spielzeit 2000/01 den Turner Cup. Nach der Auflösung der International Hockey League wurde Weisbrod im Basketballsport tätig und als General Manager der Orlando Magic aus der National Basketball Association engagiert. Besondere Beachtung fanden neben der Transferierung von Starspieler Tracy McGrady zu den Houston Rockets auch die Selektierung von Dwight Howard an erster Position im NBA-Draft 2004. 2005 trat er vom Posten des General Manager bei den Orlando Magic zurück.
Daraufhin diente Weisbrod in der Folgezeit zunächst vorwiegend als Scout in der National Hockey League. Zunächst füllte er diese Position eine Saison bei den Dallas Stars aus, ehe er 2006 in die Organisation der Boston Bruins wechselte. Dort war der ehemalige Harvard-Absolvent von 2008 bis 2011 als Director of Collegiate Scouting tätig und gewann mit dem Team 2011 den prestigeträchtigen Stanley Cup. Von 2011 bis zur gemeinsamen Entlassung im Dezember 2013 war er unter Jay Feaster Assistent des General Managers bei den Calgary Flames. Anschließend war er von 2014 bis 2021 in gleicher Funktion unter Jim Benning bei den Vancouver Canucks tätig.

## Erfolge und Auszeichnungen
- 1995 Calder-Cup-Gewinn mit den Albany River Rats (als General Manager)
- 2001 Turner-Cup-Gewinn mit den Orlando Solar Bears (als General Manager)
- 2011 Stanley-Cup-Gewinn mit den Boston Bruins (als Director of Collegiate Scouting)

## Karrierestatistik
(Legende zur Spielerstatistik: Sp oder GP = absolvierte Spiele; T oder G = erzielte Tore; V oder A = erzielte Assists; Pkt oder Pts = erzielte Scorerpunkte; SM oder PIM = erhaltene Strafminuten; +/− = Plus/Minus-Bilanz; PP = erzielte Überzahltore; SH = erzielte Unterzahltore; GW = erzielte Siegtore; 1 Play-downs/Relegation; Kursiv: Statistik nicht vollständig)